# Tara Strong
Tara Lyn Strong (Toronto, 12 de fevereiro de 1973) é uma atriz e voice actress canado-americana que deu voz para trabalhos de animação e videogame e atuou em live-action. Seus papéis incluem séries animadas como Rugrats, The Powerpuff Girls, The Fairly OddParents, Teen Titans, Xiaolin Showdown, Ben 10, Chowder, Wow! Wow! Wubbzy!, My Little Pony: Friendship Is Magic, Unikitty!, e DC Super Hero Girls e videogames como Mortal Kombat X, Jak and Daxter, Final Fantasy X e X-2 e Batman: Arkham. Ela ganhou indicações ao Annie Award e ao Daytime Emmy e ganhou um prêmio da Academy of Interactive Arts & Sciences.

## Vida pessoal
Em 1999, ela conheceu Craig Strong, um ex-ator americano que se tornou agente imobiliário;[carece de fontes?] eles se casaram em 14 de maio de 2000. Eles têm dois filhos: Sammy (fevereiro de 2002) e Aden (agosto de 2004). A família deles reside em Los Angeles, onde administra a VoiceStarz, uma empresa baseada na Internet que ensina as pessoas a entrar no negócio de locução. Ela tem cidadania no Canadá e nos Estados Unidos. Strong e seu marido desenvolveram e patentearam uma linha de mamadeiras com tampas que seu usuário pode definir para anotar a data do calendário para armazenamento do leite materno.
Strong era a colega de quarto da atriz Neve Campbell. Ambos fizeram o teste para o papel de Julia na série de TV dos anos 90, Party of Five, e Campbell finalmente ganhou o papel. Strong apareceu em um episódio interpretando Lorna.